# Sayori
Sayori (さより) é uma ilustradora, mangaka e desenvolvedora de visual novels nascida na China. Ela fundou o círculo de dōjinshi NEKO WORKs, responsável por criar e publicar ilustrações, mangás e eroges. Sua principal obra é Nekopara, um eroge publicado em cinco volumes entre 2014 e 2018, baseado numa série de dōjinshi hentai publicada por ela mesma sob o mesmo título em 2013.

## Biografia
Sayori nasceu na China, e mais tarde se mudou para o Japão. Segundo uma entrevista concedia ao site TG Smart, Sayori conta que começou a desenhar por volta dos quatro ou cinco anos de idade. Em sua adolescência, ela conta ter tido contato com populares obras de mangá como Dragon Ball, Saint Seiya e Sailor Moon. Ela ressalta que conhecer Sailor Moon foi muito impactante, pois foi o primeiro mangá com protagonistas femininas que ela conheceu, tendo influenciado até mesmo seu estilo de desenho. Ela também relata que obras do grupo CLAMP influenciaram seu estilo de desenhar vestimentas, e o OVA Nurse Witch Komugi-chan Magikarte a introduziu ao estilo moe. 
Sayori começou a publicar dōjinshis por volta de 2003, após entrar na faculdade e criar seu site pessoal, o NEKO WORKs, que mais tarde daria o nome ao seu círculo de dōjinshis. Ela relata que seu primeiro trabalho incluía obras da Nitroplus.
No início de 2008, a artista publicou NEKO SOCKs; era o início de uma série de dōjinshis com ilustrações de duas personagens nekomimis chamadas de Chocola e Vanilla. No final de 2009, na Comiket 77, Sayori publicou NEKO BIBLE: Chocola & Vanilla 2010 Calendar, um dōjinshi em formato de calendário reunindo várias ilustrações das duas personagens. Entre 2009 e 2011, ela publicou NEKO PARADISE, um mangá hentai com as personagens, publicado em três volumes.[carece de fontes?]

## Principais trabalhos

### Visual novels
| Ano  | Título                           | Título original            | Desenvolvedor | Nota |
| ---- | -------------------------------- | -------------------------- | ------------- | ---- |
| 2014 | Natsu Koi High Pressure          | 夏恋ハイプレッシャー       | Smile         |      |
| 2014 | Nekopara Vol. 1                  | ネコぱら Vol.1             | NEKO WORKs    |      |
| 2015 | Boku to Koi Suru Ponkotsu Akuma. | 僕と恋するポンコツアクマ。 | Smile         |      |
| 2015 | Nekopara Vol. 0                  | ネコぱら Vol.0             | NEKO WORKs    |      |
| 2016 | Nekopara Vol. 2                  | ネコぱら Vol.2             | NEKO WORKs    |      |
| 2017 | Nekopara Vol. 3                  | ネコぱら Vol.3             | NEKO WORKs    |      |
| 2018 | Nekopara Extra                   | ネコぱら Extra             | NEKO WORKs    |      |
| 2019 | LOVE³ -Love Cube-                | LOVE³ -ラヴキューブ-       | NEKO WORKs    |      |